# Czasopismo motoryzacyjne

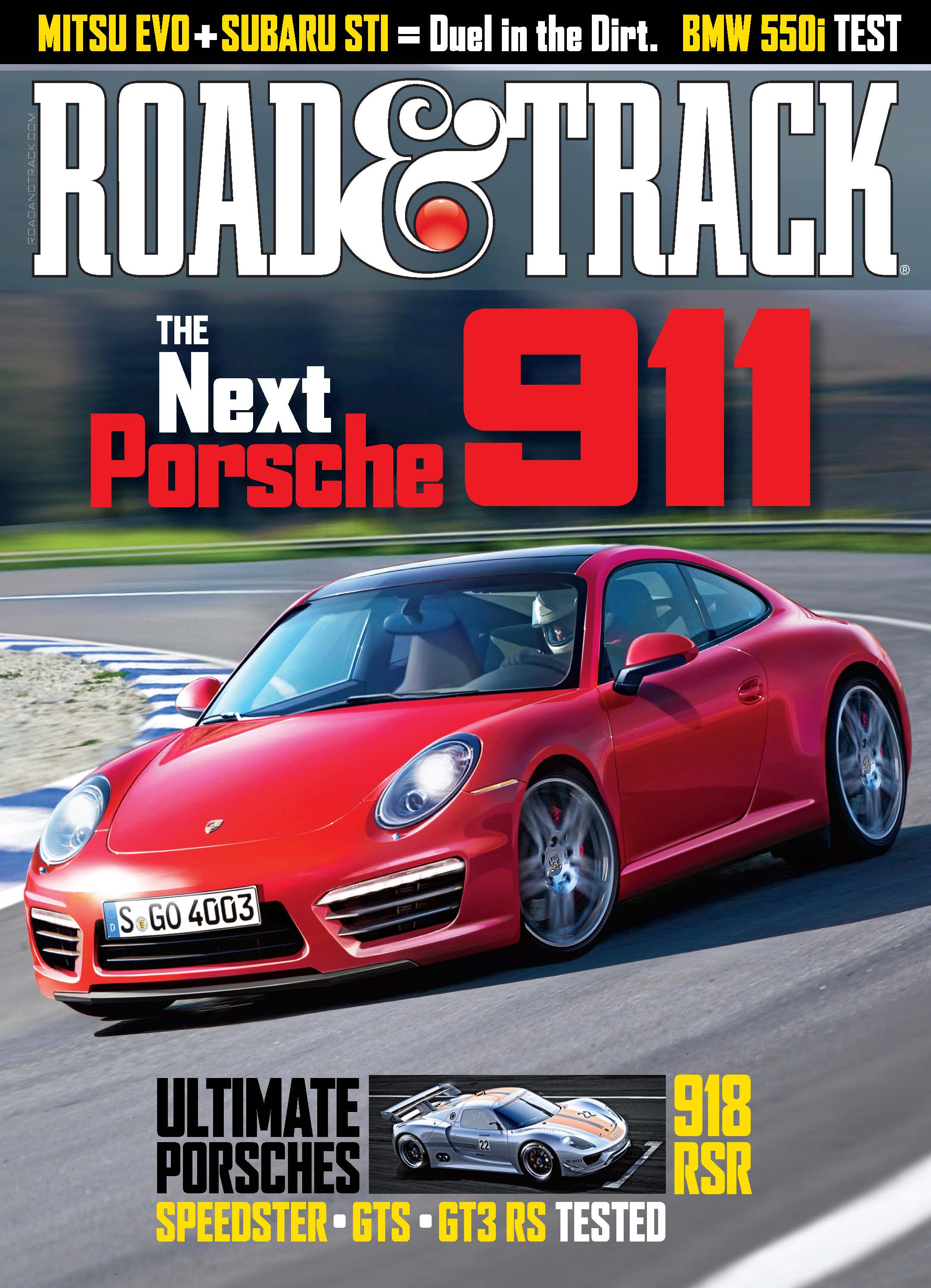
Czasopismo motoryzacyjne

Czasopismo motoryzacyjne – rodzaj wydawnictwa poświęconego tematyce motoryzacyjnej, zawierające różnego rodzaju informacje, ciekawostki, nowości związane z przemysłem samochodowym.